# Carlos Lopes
Carlos Alberto de Sousa Lopes (ur. 18 lutego 1947 w Vildemoinhos) – portugalski lekkoatleta długodystansowiec i maratończyk, mistrz i wicemistrz olimpijski.
Swój pierwszy występ na zawodach najwyższej rangi zanotował w 1971, kiedy to na mistrzostwach Europy w Helsinkach zajął 33. miejsce w biegu na 10 000 metrów, a w biegu na 3000 metrów z przeszkodami odpadł w eliminacjach. Na igrzyskach olimpijskich w 1972 w Monachium startował w biegu na 5000 metrów i w biegu 10 000 metrów, ale w żadnej z tych konkurencji nie wszedł do finału. Nie ukończył biegu na 10 000 metrów na mistrzostwach Europy w 1974 w Rzymie.
Swój pierwszy sukces odniósł zwyciężając w mistrzostwach świata w biegach przełajowych w 1976 w Chepstow. Na igrzyskach olimpijskich w 1976 w Montrealu w biegu na 10 000 metrów wyszedł na prowadzenie po pierwszych 4000 metrów. Tylko obrońca tytułu Lasse Virén był w stanie wytrzymać tempo Lopesa. Wyprzedził go na okrążenie przed metą. Lopes został srebrnym medalistą olimpijskim.
Na mistrzostwach świata w biegach przełajowych w 1977 w Düsseldorfie Lopes nie obronił tytułu, ale zajął 2. miejsce za Léonem Schotsem z Belgii. Kilka następnych sezonów miał słabszych. Nie wystąpił na igrzyskach olimpijskich w 1980 w Moskwie z powodu kontuzji.
Powrót do wielkiej formy zanotował w 1982. Ustanowił w Oslo rekord Europy na 10 000 metrów wynikiem 27:24,39, poprawiając rezultat swego rodaka Fernando Mamede. Na mistrzostwach Europy w 1982 w Atenach zajął 4. miejsce na 10 000 metrów. Zdobył srebrny medal na mistrzostwach świata w biegach przełajowych w 1983 w Gateshead. Na mistrzostwach świata w 1983 w Helsinkach zajął 6. miejsce na 10 000 metrów.
Pierwszy maraton w swojej karierze pobiegł pod koniec 1982 w Nowym Jorku, ale go nie ukończył wskutek kolizji z widzem. W 1983 zajął 2. miejsce w biegu maratońskim w Rotterdamie ustanawiając rekord Europy rezultatem 2:08:39. Został złotym medalistą mistrzostw świata w biegach przełajowych w 1984 w East Rutherford, a w drużynie zdobył brązowy medal. 2 lipca 1984 w Sztokholmie pomógł koledze z reprezentacji Fernando Mamede pobić rekord świata na 10 000 m wynikiem 27:13,81 (Lopes przybiegł drugi).
Na igrzyskach olimpijskich w 198] w Los Angeles Lopes pokonał faworytów i zwyciężył w biegu maratońskim. Jego wynik 2:09:21 był rekordem olimpijskim aż do igrzysk w 2008, kiedy został poprawiony przez Samuela Wanjiru. Lopes został pierwszym mistrzem olimpijskim z Portugalii.
Zwyciężył w mistrzostwach świata w biegach przełajowych w 1985 w Lizbonie, zdobywając swój trzeci tytuł w tych zawodach. 20 kwietnia 1985 w Rotterdamie ustanowił najlepszy wynik światowy w biegu maratońskim – 2:07:12, stając się tym samym pierwszym człowiekiem, który przebiegł dystans 42 195 m poniżej 2 godzin i 8 minut. Miał wówczas 38 lat. Pod koniec 1985 zakończył wyczynowe uprawianie sportu.
Lopes był mistrzem Portugalii na 5000 m w 1983, na 10 000 m w 1978, na 3000 m z przeszkodami w 1975 i w biegu przełajowym w latach 1970-1974, 1976–1978, 1982 i 1984.